# České loutkářství

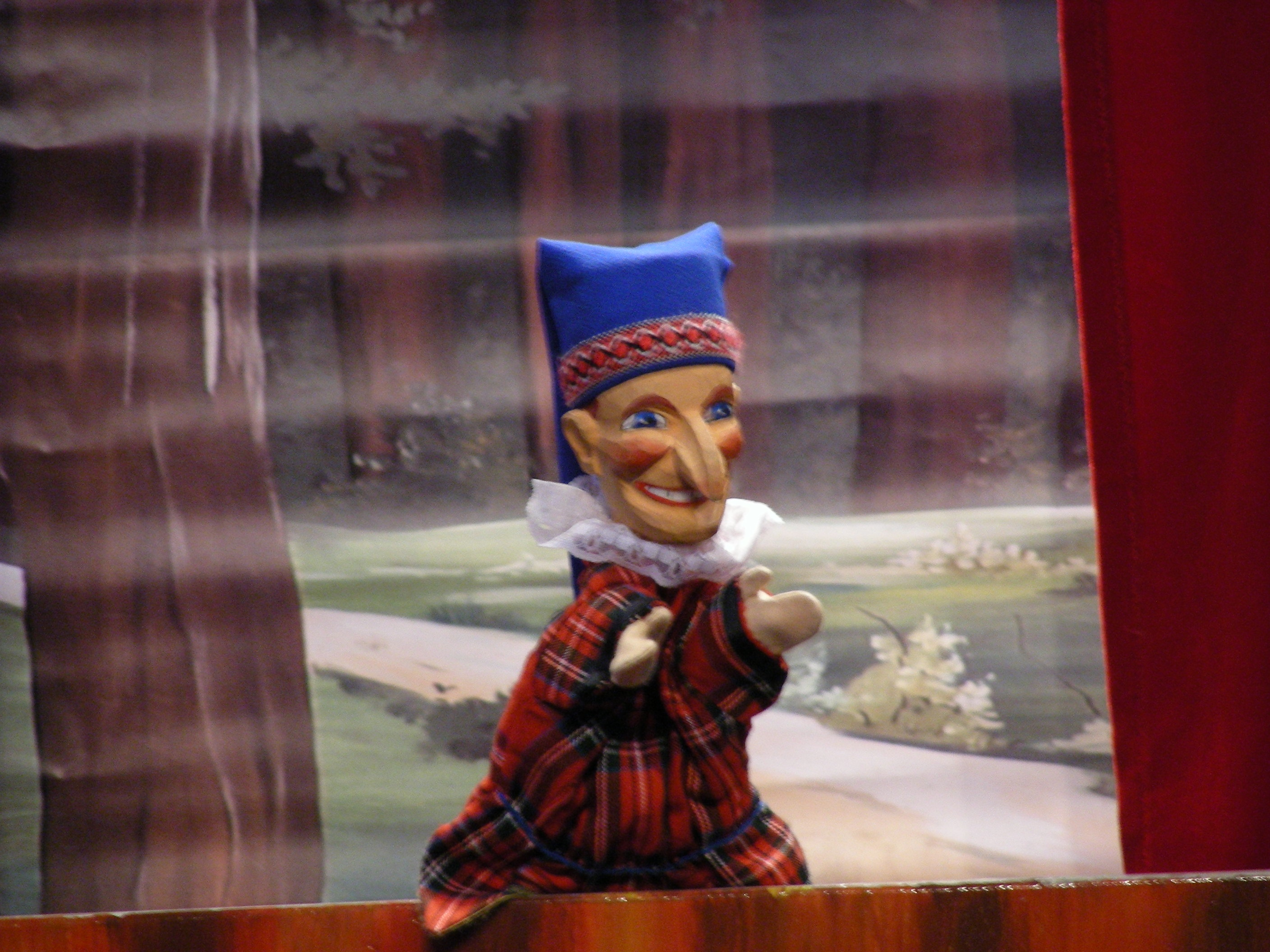
Kašpárek

České loutkářství je významný divadelně-výtvarný obor české kultury. Roku 2016 bylo zapsáno na seznam nehmotného kulturního světového dědictví UNESCO (spolu s loutkářstvím slovenským). Ke klíčovým osobnostem českého loutkářství patří Matěj Kopecký, Josef Skupa a Jiří Trnka.

## Dějiny
Loutky se v Česku objevovaly již od středověku, tehdy zejména takzvané prstové. V 17. století českému publiku představili loutkové divadlo, především marionetové, loutkáři z Německa a Itálie (Johann Hilferding, Girolamo Renzi, Antoni Geissler).
V 18. století se začaly objevovat i české kočovné loutkářské divadelní společnosti, povětšinou rodinné (Maisnerové, Kopečtí, Finkové, Dubští, Kočkové, Wegschmiedové). Nejstarším doloženým českým loutkářem byl Jan Jiří Brát ze Studnice u Náchoda. Loutky pro české loutkáře vytvářeli především lidoví řezbáři, kteří své vzory brali z barokní výzdoby kostelů. Hrály se především adaptace zahraničních kusů (Faust aj.), ale objevila se již i původní česká díla (Posvícení v Hudlicích). Proslulou komickou figurkou byl Pimprle, později Kašpárek. Loutkové divadlo se realizovalo téměř výhradně na venkově. 

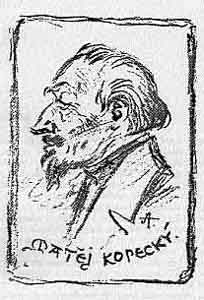
Matěj Kopecký

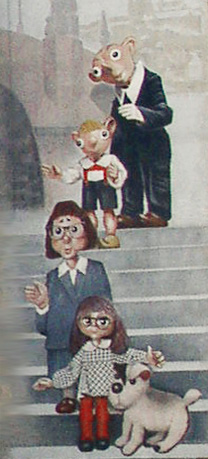
Spejbl, Hurvínek a přátelé

V první polovině 19. století se řada loutkářů rozhodla podpořit svou činností program národního obrození, k nejvýznamnějším z nich patřil Matěj Kopecký. Ve druhé polovině 19. století se loutkové divadlo přesunulo i do velkých měst, zejména do Prahy, kde se nejprve uchytilo betlémskými hrami během vánočních svátků a posléze se ujalo i jako zábava pro děti i dospělé. Jan Nepomuk Lašťovka se v té době pokusil obměnit zastarávající formu tradičního loutkového divadla mj. osvojením si politické satiry. Dalším vývojovým jevem druhé poloviny 19. století byl nástup domácích loutkových divadélek. Je známo, že pro ně vytvářeli loutky i slavní výtvarníci jako Mikoláš Aleš. Jako výchovnou formu si loutková představení osvojil Sokol. 
V roce 1911 byl založen Český svaz přátel loutkového divadla. Jeho nejvýznamnější osobností se stal Jindřich Veselý, který začal vydávat časopis Český loutkář (1912-1913) a posléze Loutkář (1917-1939). Loutkářské hnutí nabralo dech po vzniku Československé republiky, kdy se čeští umělci, divadelní i výtvarní, loutek ujali jako osobité národní kulturní tradice (Ota Bubeníček, Vít Skála, Vojtěch Sucharda, Anna Suchardová-Brichová). Ve 30. letech působilo v Česku 3000 loutkových souborů, zdaleka nejvíce v Evropě. V divadle Feriálních osad v Plzni od roku 1917 působil Josef Skupa. Ten přinesl revoluci, když pochopil, že se dá loutkovým představením oslovit dětské, ale zároveň i dospělé publikum. Za tím účelem vytvořil originální komické typy Spejbla a Hurvínka, s nimiž nakonec dobyl celý svět. Založil si i vlastní Divadlo Spejbla a Hurvínka (1930). Fenomén později nenechali zemřít Miloš Kirschner a jeho manželka Helena Štáchová.

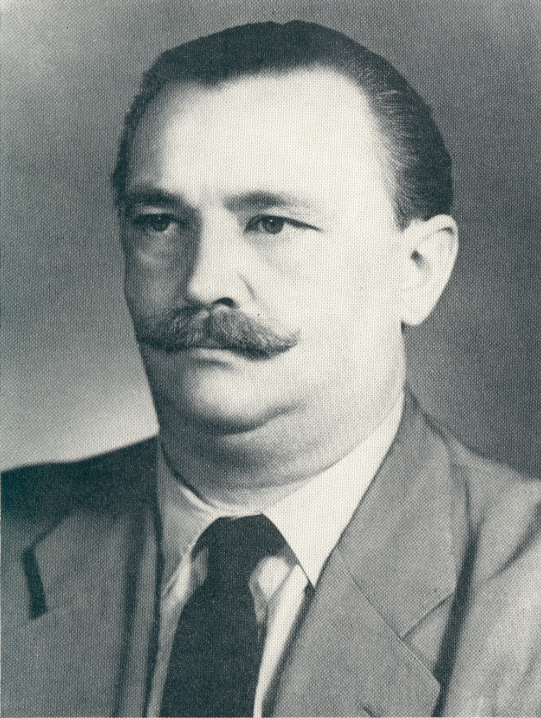
Jiří Trnka

Jiní, jako například Jan Malík, se pokusili inspirovat v avantgardě. Malík se též podílel na založení loutkářské katedry Divadelní fakulty AMU v Praze, obnovení činnosti mezinárodní loutkářské organizace UNIMA stejně jako na založení dodnes fungujícího Muzea loutkářských kultur v Chrudimi. Prvním prezidentem UNIMA se stal Jindřich Veselý. V roce 1951 byl založen festival Loutkářská Chrudim. Představení se odehrávají především v Divadle Karla Pippicha. V roce 1967 vznikl festival Skupova Plzeň.
Již v roce 1936 si otevřel loutkové divadlo v Praze i Jiří Trnka. Ekonomicky neuspěl, ale po druhé světové válce si vše vynahradil, když uvedl loutky do animovaného filmu. V roce 1947 založil Studio loutkového filmu. Pod jeho vedením tam vznikl první celovečerní barevný loutkový film Špalíček podle knihy Mikoláše Alše. V roce 1948 natočil další celovečerní loutkový film Císařův slavík.  Mezi jeho další loutkové filmy patří Bajaja, Staré pověsti české, Sen noci svatojánské a Osudy dobrého vojáka Švejka namluvené jeho přítelem Janem Werichem. 

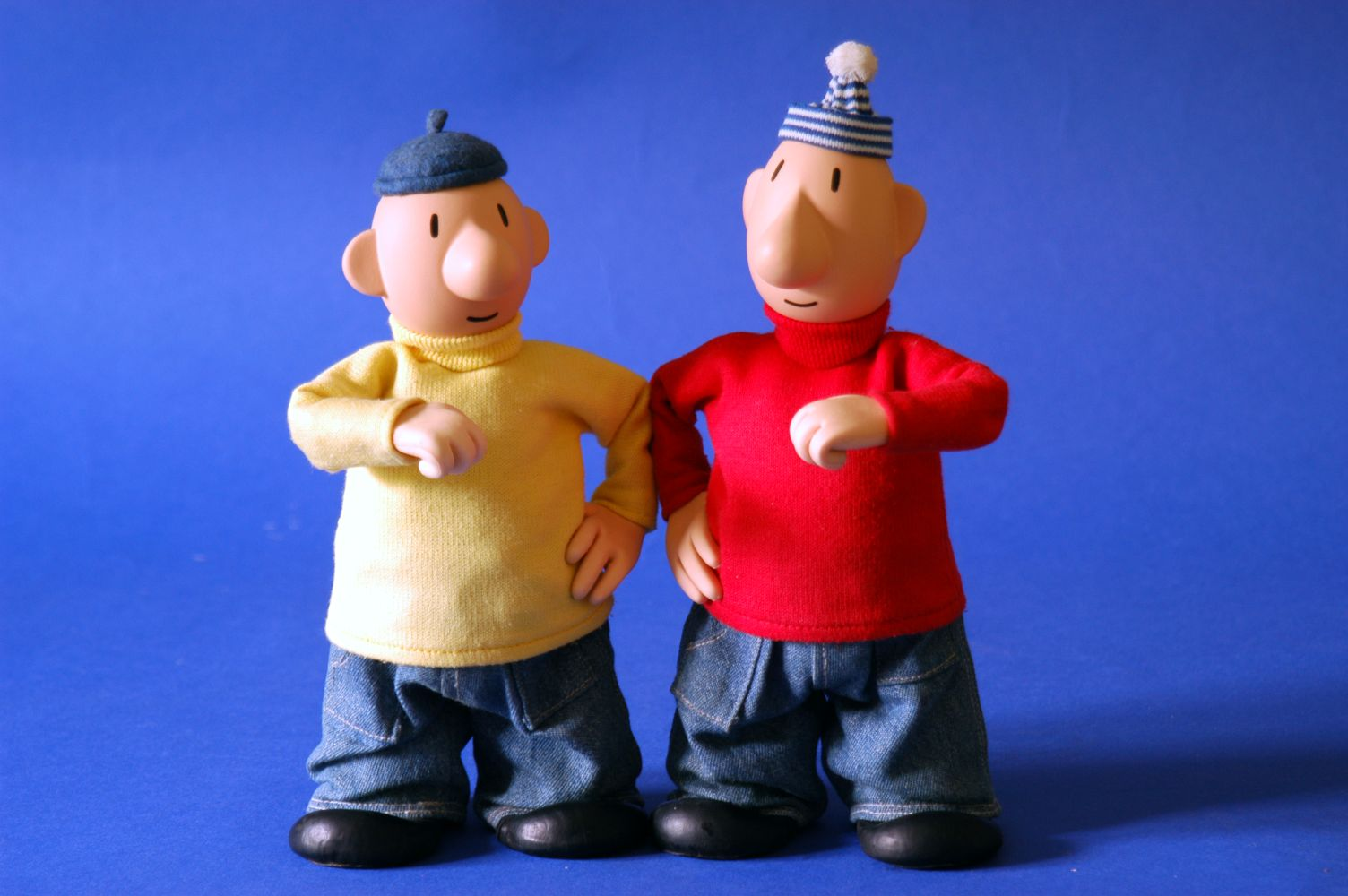
Pat a Mat

Trnkovi asistovali další klasici české animace jako Hermína Tyrlová. Na ně později navázali i další výtvarníci a režiséři, k nejslavnějším loutkovým postavičkám patří Pat a Mat výtvarníka Vladimíra Jiránka a režiséra Lubomíra Beneše, kterým dal prostor cyklus televizních pohádek Večerníček. Beneš do večerníčkového cyklu prosadil i další loutkový seriál Jája a Pája. Po sametové revoluci se klíčovými osobnostmi stali Jan Balej a Aurel Klimt, kteří dokázali loutky znovu dostat i na filmové plátno (Fimfárum Jana Wericha, Fimfárum 2, Malá z rybárny, Lajka).
Druhá polovina 20. století přinesla i další jedinečný český loutkářský fenomén - černé divadlo. I když Češi princip černého divadla nevynalezli, rozvinuli ho v 60. letech 20. století nevídaným způsobem a učinili z něj svébytné umění, zejména zásluhou Jiřího Srnce.